# Gaston François-Sigrand
Gaston François-Sigrand, né le 14 juillet 1893 à Marseille et mort le 23 janvier 1931 à Neuilly-sur-Seine, est un coureur français de motonautisme et un industriel français.

## Biographie
Gaston Joseph François est le fils de Ferdinand Dieudonné François, négociant, et de Marthe Victoria Sigrand.
A l'âge de un an, son père meurt. Son oncle subvient aux besoins de la famille. Il étudie au Lycée Michelet de Vanves.
Lorsque la Première Guerre mondiale éclate, il intègre le 13e régiment d'artillerie.
En 1916, Gaston François hérite à l’âge de 23 ans de la fortune de son oncle Gaston Sigrand, industriel de la région Lilloise spécialisé dans la confection.
Il épouse Suzanne Fonvillars en 1917. Le couple aura quatre enfants.
Il finance en partie la construction Stade Bergeyre, qu'il nomme en hommage à Robert Bergeyre, rugbyman tombé au front en août 1914 (le stade sera démoli en 1926).
Par un jugement de juillet 1921, il porte désormais le nom François-Sigrand.
Rugbyman au Sporting Club de Vaugirard avant guerre, il devient un des principaux dirigeant du club. Il pratique brillamment le pilotage de canot à moteur au sein du Yacht Moteur Club de France (YMCF).
Il est mort à Neuilly-sur-Seine à l'âge de 38 ans.